# Roman za ženske
Roman za ženske (izvirno češko Román pro ženy) je češki roman iz leta 2001. Avtor romana je Michal Viewegh. Prvič je delo leta 2005 v slovenščino prevedla Nives Vidrih. 

## Vsebina
Roman za ženske je zabavna zgodba o iskanju »princa na belem konju«, ki se odvija v Pragi med letoma 1999 in 2000. Pripovedovalka zgodbe je simpatična dvaindvajsetletna Laura, mlada urednica Zaupnih pisem v ženski reviji, ki nam pripoveduje o svojem ljubezenskem življenju. Laura na vlaku podzemne železnice odkrije ljubezenska pisma neznanca in  presenečena ugotovi, da so pisma namenjena prav njej. Ustvaril jih je njen nekdanji partner Oliver. Ko se ponovno zbližata, se morata soočiti s številnimi težavami, od Laurinih očitkov o Oliverjevem prekomernem pijančevanju do njegovega prepričanja, da Laura res ne potrebuje toliko lepotilnih izdelkov. Toda za največje presenečenje poskrbi Laurina mama, ki je prepričana, da je nekdaj imela z Oliverjem romantično razmerje.

## Izdaje
- Češka izdaja romana iz leta 2001 (COBISS)
- Slovenski prevod romana iz leta 2005 (COBISS)

## Film
Po romanu je bila leta 2005 posneta romantična komedija z naslovom Film za ženske. Roman je v scenarij predelal pisatelj sam, film je zrežiral Filip Renč, glavni vlogi sta odigrala Zuzana Kanoczova in Marek Vasut. Scenarij se dosledno drži romaneskne predloge.